# Nasa auca
Nasa auca är en brännreveväxtart som först beskrevs av Weigend, och fick sitt nu gällande namn av Weigend. Nasa auca ingår i släktet färgkronor, och familjen brännreveväxter. Inga underarter finns listade i Catalogue of Life.